# Cronaca (giornalismo)
La cronaca è uno dei settori principali dell'attività giornalistica. La redazione di un quotidiano registra i fatti secondo l'ordine in cui avvengono. Nel momento in cui le notizie sono lanciate dalle agenzie, sono tutte “fatti di cronaca”. Spetta al giornale assegnare ad esse una categoria ed organizzarle in settori prestabiliti. Tali settori, oltre alla cronaca stessa, sono: politica, esteri, economia, cultura, spettacoli e sport.
Nella normale impaginazione di un giornale, le pagine di cronaca vengono dopo la Politica e prima degli Esteri (tra i maggiori quotidiani italiani, solo «La Stampa» le colloca dopo gli Esteri). In un quotidiano locale la cronaca rappresenta il settore in assoluto più importante.

## Classificazione
La cronaca può essere suddivisa in settori. Si hanno le seguenti aree:
- La cronaca nera è il resoconto degli avvenimenti che turbano la regolare convivenza civile (rapine, furti,  violenze tra familiari, suicidi, ecc.). I fatti di cronaca sono solitamente correlati a operazioni di polizia e reati come omicidi, rapine, furti, violenze, incidenti, lutti, ecc.
- In contrapposizione alla cronaca nera, la cronaca rosa comprende tutti gli avvenimenti che possono suscitare simpatia nel pubblico, come fidanzamenti, matrimoni e nascite. Dalla fine del XX secolo il termine è stato progressivamente sostituito o affiancato dall'inglese gossip, che però ha un'accezione diversa. I gossip non sono solamente i “lieti eventi”, ma anche i pettegolezzi e le malignità che riguardano la vita privata dei personaggi famosi.
- La cronaca che non ha particolari connotazioni, né negative né positive, è chiamata cronaca bianca (apertura di un ufficio pubblico, inaugurazione di un complesso sportivo, ecc.). Appartengono a questo settore le notizie di carattere amministrativo e civico.
- La cronaca giudiziaria è il resoconto delle sedute dei processi e dei pezzi di colore e di costume che li accompagnano. Negli anni novanta del XX secolo questo genere, fino ad allora marginale, ha avuto grande risalto in Italia con lo scandalo Mani pulite.
- La cronaca sportiva copre gli avvenimenti riguardanti lo sport, come gli esiti degli incontri, i giudizi sulle prestazioni degli atleti, lo svolgersi di un torneo. Spesso i quotidiani che parlano di cronaca sportiva trattano anche di questioni legali o finanziarie legate al mondo dello sport (ad esempio, l'ingaggio di un atleta professionista, i debiti di una società sportiva, indagini riguardanti illeciti sportivi ecc.), oppure del gossip relativo agli atleti più famosi.

## Storia
Fino al XX secolo nelle redazioni giornalistiche ci si riferiva alla cronaca nera con il termine gergale "cani schiacciati" (dal francese chiens écrasés). Con esso si indicava anche il fatto che il redattore era messo di fronte a un episodio che si ripeteva sempre uguale a se stesso.
Per la scrittura delle notizie di cronaca in una testata locale è fondamentale avere contatti quotidiani con le fonti d'informazione. Si dividono in due tipi: la Questura, i Carabinieri (per sapere, per esempio, chi è stato arrestato), i Pronto soccorso degli ospedali e i Vigili del fuoco fanno parte del "giro di nera", mentre l'Amministrazione comunale (con i vari assessorati), la Camera di Commercio, le sedi dei partiti e i sindacati fanno parte del "giro di bianca". Di solito il cronista che trova le notizie non è la stessa persona che firma l'articolo. Il primo (cronista reporter), dal luogo in cui si trova fornisce per telefono le informazioni al collega seduto in redazione (cronista estensore), che scrive l'articolo..
Può succedere che un giornale debba contattare fonti diverse per reperire informazioni su di un fatto. Nel caso di un tentato omicidio, ad esempio, le fonti possono essere: il Commissariato di polizia, i Carabinieri, l'ospedale e la Procura della Repubblica. Si faranno più pezzi, ad esempio: un articolo centrale descriverà il fatto, un altro i profili dei protagonisti, uno le indagini di polizia/carabinieri. Nella pagina appariranno varie fotografie (di persone, luoghi, oggetti); infine saranno pubblicati disegni e grafici per il lettore che può dedicare all'episodio solo uno sguardo.
Il pezzo di apertura della pagina di cronaca si chiama “capocronaca”. Generalmente è affidato al capocronista oppure al cronista più esperto dell'argomento trattato. Sono curate dal servizio cronaca anche le rubriche fisse: gli spettacoli, le farmacie notturne, lo stato civile, i prezzi dei mercati, gli orari dei mezzi di trasporto pubblici, ecc.
In circostanze eccezionali, il capocronista può decidere di fare un'intera pagina su un fatto di grande rilievo, riempiendola con diversi articoli, ciascuno dei quali approfondisca un aspetto diverso.
Nei giornali italiani, per esempio, è invalso l'uso di affiancare all'articolo capocronaca il “retroscena”, posizionato al suo fianco o nella pagina accanto. Sotto il capocronaca trova spazio, di solito, un'intervista.
Una notizia di cronaca può essere spunto per un'inchiesta in più puntate, per un reportage, per un'intervista ad un personaggio importante. Un fatto di cronaca può essere sviluppato da una sezione diversa rispetto a quella che l'ha lavorato inizialmente.
Le date in cui si verificano matrimoni, inaugurazioni, udienze di un processo, ecc. possono essere conosciute in anticipo. In ogni redazione giornalistica si stila un calendario degli eventi che, si prevede, riempiranno le pagine di cronaca.